# A Dinastia de Jesus
A Dinastia de Jesus (no original, em inglês: The Jesus Dynasty) é um livro escrito pelo professor estadunidense, James Tabor, doutor em Estudos Bíblicos, que busca lançar novas luzes sobre a história de Jesus e as origens do Cristianismo.

## Sinopse
Estudioso, há cerca de trinta anos, dos documentos mais antigos do Cristianismo, tendo participado de escavações arqueológicas em Israel, James Tabor vale-se desse conhecimento para reconstruir a história de Jesus e do movimento através do qual ele buscava a redenção espiritual, social e política dos judeus.
Nesse livro, Tabor oferece uma versão alternativa das origens do Cristianismo, enfatizando o papel desempenhado pela família de Jesus, cuja ascendência davídica legítimaria sua aspiração ao trono de Israel.
Jesus juntou-se ao movimento apocaliptico organizado por João Batista (seu parente), pretendendo os dois apresentarem-se como os messias aguardados naquele tempo: João como o messias-sacerdote, descendente de Aarão, e Jesus como o messias-rei, descendente de Davi. O objetivo seria promover uma revolta na Judeia, então sob o domínio do poderoso Império Romano. Mas a prisão do Batista fez Jesus refugiar-se na clandestinidade, de onde emergiria, após um período de incerteza, para retomar, sozinho, o trabalho iniciado por João.
Segundo Tabor, depois que Jesus foi crucificado, seu irmão Thiago - o "discipulo amado" - assumiu a liderança da família, mas seu comando do movimento viria a ser contestado por Paulo de Tarso, que (contrariando o propósito de Jesus) acabou criando uma nova religião, difundindo entre os gentios uma mensagem baseada em suas próprias revelações e convicções.

## Fonte
- Tabor, James D. A Dinastia de Jesus. Rio de Janeiro, Ed. Ediouro, 2006